# Carlo Bandirola
Carlo Bandirola (Voghera, 25 september 1915 - Voghera 21 september 1981) was een Italiaans motorcoureur.
Door zijn agressieve en impulsieve rijstijl kreeg hij de bijnaam "Il Leone dell'Oltrepò" (de leeuw van Oltrepò). Oltrepò Pavese is de landstreek waar zijn geboorteplaats Voghera ligt. Door die rijstijl en zijn afkeer van teambelangen en tactiek miste hij veel goede klasseringen, vaak ook omdat zijn motorfietsen niet bestand waren tegen de ruwe behandeling van Carlo Bandirola. Hij had een voorkeur voor de moeilijke stratencircuits, zoals het circuit van Montjuïc of het circuit van Ospedaletti. Carlo Bandirola was gedurende zijn hele carrière gedoemd andere coureurs vóór zich in het team te dulden. Hij reed in dienst van Nello Pagani, Arciso Artesiani, Les Graham, Umberto Masetti en Dickie Dale. In de laatste jaren van zijn carrière werd hij uitsluitend ingezet tijdens de Grand Prix des Nations, die altijd in Monza werd verreden en dus de thuisrace van de Italiaanse merken was.

## Carrière
In de jaren dertig waren lange afstandsraces in Italië populair. Carlo Bandirola begon rond 1933 met het rijden van dergelijke wedstrijden. Van 1937 tot aan de Tweede Wereldoorlog reed hij met de Gilera VTE Gran Sport. 
- 1946: In 1946 won hij met de nieuwe Gilera Saturno, gesteund door zijn teamgenoten Jader Ruggeri en Massimo Masserini een wedstrijd in San Remo. Daardoor werd de naam van de Gilera Saturno Competizione racer veranderd in "Gilera Saturno Sanremo".
- 1947: In 1947 voerde Bandirola samen met Masserini de eerste testen met de nieuwe Gilera 500 4C viercilinder uit op de autoweg Milaan - Bergamo.
- 1949: Bij het begin van het wereldkampioenschap wegrace werd Bandirola met een Gilera Saturno ingeschreven voor de Grand Prix-wegrace van Zwitserland, de Ulster Grand Prix en de Grand Prix des Nations in Monza, maar in geen van deze wedstrijden haalde hij de finish. De toprijders waren Nello Pagani en Arciso Artesiani. Zij werden tweede en derde in de eindstand van de 500cc-klasse van het wereldkampioenschap van 1949. Umberto Masetti, die als freelancer voor Gilera reed, startte alleen in Assen en Francorchamps, maar bleef puntloos.
- 1950: In 1950 vertrokken de constructeurs Piero Remor en Arturo Magni naar MV Agusta en ze namen Artesiani mee. Daardoor kon Carlo Bandirola doorschuiven en werd zijn rol belangrijker. Het team van Gilera sloeg in die tijd de openingsrace, de Isle of Man TT, nog over. Naast de grote reisafstand was ook de 60 km lange Snaefell Mountain Course een probleem voor de Italianen, die er de weg niet kenden en bij voorbaat kansloos waren tegen de Britten en de Ieren. De tweede en de derde race (België en Nederland) werden gewonnen door Masetti, met Pagani op de tweede plaats en Bandirola werd in beide wedstrijden vierde. In Zwitserland pakte hij zijn eerste podiumplaats: derde achter Les Graham met de AJS E90 en Umberto Masetti. In de Ulster Grand Prix viel hij uit en in de laatste wedstrijd, de Grand Prix des Nations in Monza, werd hij vijfde. Masetti pakte de wereldtitel, Pagani werd vierde en Bandirola met evenveel punten vijfde in het wereldkampioenschap.In de Grand Prix van België raakte Bandirola betrokken bij een ongeluk dat het einde van de carrière van Artie Bell zou inluiden. Bandirola was in gevecht met Les Graham en remde hard voor de La Source haarspeldbocht in Francorchamps waardoor Graham achter op zijn machine botste. Graham vloog eraf, maar Artie Bell botste op de AJS Porcupine en daarna tegen een tijdwaarnemingspost. Hij raakte zwaar gewond en was wekenlang in levensgevaar. Hij herstelde dankzij zijn goede conditie, maar kon daarna niet meer racen, onder andere omdat hij zijn rechterarm niet meer kon gebruiken.
- 1951: In 1951 vertrok Bandirola naar het team van MV Agusta. Daar werd de scepter gezwaaid door Piero Remor, van wie graaf Domenico Agusta verwachtte dat hij de 500cc-racer snel op hetzelfde niveau zou krijgen als de Gilera. Remor had de motor van de Gilera gewoon gekopieerd, maar het lukte hem niet tot dezelfde resultaten te komen. Uiteindelijk zou Bandirola tot 1958 slechts zes podiumplaatsen halen, maar geen enkele overwinning. In de eerste wedstrijden van het seizoen 1951 vielen veel rijders uit. In Spanje waren dat voor Gilera Alfredo Milani en Nello Pagani en voor Moto Guzzi Fergus Anderson, Enrico Lorenzetti en Sante Geminiani. De Britse toprijders Geoff Duke (Norton), Bill Doran (AJS) en Reg Armstrong (AJS) kwamen niet eens naar Spanje. Masetti (Gilera) won de wedstrijd gemakkelijk en Bandirola werd slechts vijfde. Hij moest zelfs de Spaanse privérijder Roger Montané met een Norton Manx productieracer voor zich dulden. In Zwitserland werden Anderson en Lorenzetti met hun antieke Moto Guzzi Bicilindrica 500's eerste en derde, Armstrong werd met de AJS tweede en Bandirola vierde. MV ging opnieuw niet naar het eiland Man en in België en Nederland viel Bandirola opnieuw uit. Ook in Frankrijk en Ulster kwamen de MV's niet aan de start, en in de laatste race, de thuiswedstrijd in Monza, werd Bandirola negende. Bandirola werd in de eindstand slechts twaalfde.
- 1952: In 1952 contracteerde MV Agusta Les Graham. In navolging van Moto Guzzi, dat daar in de jaren dertig al mee begonnen was, contracteerden steeds meer Italiaanse merken Britse coureurs om in de belangrijkste race van het jaar, de Isle of Man TT, meer kans te maken. In Zwitserland werd Bandirola derde achter de AJS-rijders Jack Brett en Bill Doran. Naar de TT van Man zond graaf Agusta alleen Graham uit, die tweede werd achter Reg Armstrong met een Norton. In Assen ging het weer slecht met het team van MV Agusta: Graham werd slechts zevende en Bandirola viel uit. Dat overkwam hem ook in België en Duitsland. Ook naar Ulster ging Graham alleen, in Monza werd Bandirola vierde en in Spanje viel hij weer uit. Graham was acht keer gestart, twee keer uitgevallen en werd tweede in de eindstand. Bandirola was zes keer gestart en vier keer uitgevallen en eindigde als elfde.
- 1953: In 1953 debuteerde Carlo Bandirola bij de Senior TT op Man. Les Graham won met de MV Agusta 125 Bialbero de Ultra-Lightweight TT, maar tijdens de Senior TT verloor hij bij Bray Hill de macht over de MV Agusta 500 viercilinder en was op slag dood. Uit respect werd het hele team teruggetrokken en pas bij de voorlaatste Grand Prix in Monza kwam het weer aan de start. Bandirola viel hier uit, maar in Spanje werd hij tweede waardoor hij toch nog zes punten pakte en elfde in de eindstand werd. Bandirola won wel de 350cc-klasse van de Grand Prix van Duitsland op de Schottenring, maar daar telden alleen de kleinere klassen mee voor de wereldtitel. MV richtte zich in 1953 vooral op de 125cc-klasse, waar Cecil Sandford en Carlo Ubbiali het opnamen tegen de NSU Rennfox van Werner Haas.
- 1954: In 1954 werd Les Graham bij MV Agusta vervangen door Dickie Dale, die van Gilera kwam. Opnieuw sloeg MV Agusta in de 500cc-klasse een aantal wedstrijden over, te beginnen bij de openingsrace in Frankrijk. In de Senior TT startten alleen Dale en Bill Lomas. Dale werd zevende, Lomas viel uit. Bandirola kwam pas in de vierde wedstrijd in Assen aan de start. Hij werd daar derde. In Duitsland viel hij uit en Monza werd hij opnieuw derde. Ten slotte viel hij in Spanje weer uit. Hij werd in het kampioenschap achtste, maar hij had in beide races waarin hij de finish had gehaald een podiumplaats gepakt.
- 1955: Umberto Masetti had als freelancer in 1954 slechts één start met de Gilera gehad: In Monza werd hij tweede. Hij stapte in 1955 over naar MV Agusta. Dickie Dale had zijn heil gezocht bij Moto Guzzi, dat bezig was met de ontwikkeling van de Moto Guzzi V8. De Gilera's waren nog steeds onklopbaar en MV Agusta reed weer niet alle races. Bandirola werd bij de eerste race in Spanje tweede en in Frankrijk slechts elfde. Naar het eiland Man gingen alleen de 125- en de 250 cc MV's, en met succes: Carlo Ubbiali won de Ultra-Lightweight TT en Bill Lomas won de Lightweight TT. Carlo Bandirola werd in Duitsland derde en viel in België uit. Assen moest hij weer overslaan, maar Masetti werd daar derde. Naar de Ulster Grand Prix ging het team niet en in Monza viel Bandirola weer uit. Dankzij zijn podiumplaatsen in Spanje en Duitsland werd hij vijfde in de eindstand.
- 1956: In 1955 was John Surtees in onderhandeling met Gilera voor het seizoen 1956. In november 1955 kwam het bericht dat een groot aantal coureurs, waaronder Geoff Duke, Alfredo Milani, Giuseppe Colnago en Reg Armstrong voor de eerste helft van het nieuwe seizoen gediskwalificeerd waren omdat ze een protest van de privérijders tijdens de TT van Assen gesteund hadden. Daardoor was het hele Gilera-team van de kaart geveegd en Surtees koos eieren voor zijn geld: hij ging naar MV Agusta, won de eerste drie races (Man, Assen en België) en werd wereldkampioen. Tweede rijder was Umberto Masetti en Bandirola mocht alleen in Monza starten, waar hij vijfde werd (de eerste vier plaatsen waren voor Gilera). In het wereldkampioenschap werd hij daardoor slechts negentiende.
- 1957: In 1957 kon Gilera weer aan alle wedstrijden meedoen en de rol van MV Agusta was weer uitgespeeld. Surtees werd slechts derde in het kampioenschap, Terry Shepherd elfde, Masetti zestiende en Bandirola startte weer alleen in Monza (zevende) en werd in de eindstand eenentwintigste.
- 1958: Eind 1957 maakten Moto Guzzi, Gilera, FB Mondial en MV Agusta gezamenlijk bekend dat ze zouden stoppen met wegraces. Voor de drie andere merken waren commerciële belangen de hoofdoorzaak: de kosten van de ontwikkeling van de racers stonden niet in verhouding tot de verkopen. MV Agusta had daar geen last van: het raceteam was slechts een hobby van Domenico Agusta en het kwam dan ook terug op de afspraak. Daardoor kon het eenvoudig regeren in het 500 cc wereldkampioenschap van 1958. John Surtees werd zowel in de 500- als de 350cc-klasse wereldkampioen voor teamgenoot John Hartle en de Italianen speelden allemaal tweede viool: Remo Venturi, Umberto Masetti en Carlo Bandirola reden alleen in Monza, waar Venturi tweede en Bandirola derde werd. Carlo Bandirola concentreerde zich op het kampioenschap van Italië en dat won hij ook. Ook de 250cc-klasse (Tarquinio Provini) en de 125cc-klasse (Carlo Ubbiali) werden door MV Agusta gewonnen. Na 1958 stopte de Grand Prix-carrière van Carlo Bandirola. Hij was intussen 43 jaar oud.

Toch bleef Carlo Bandirola nog tot in de jaren zestig motorracen. Hij opende echter ook een café in zijn woonplaats Voghera.